# Херберт, Джастин
Джастин Патрик Херберт (англ. Justin Patrick Herbert; 10 марта 1998, Юджин, Орегон) — американский футболист, квотербек клуба НФЛ «Лос-Анджелес Чарджерс». На студенческом уровне выступал за команду Орегонского университета. На драфте НФЛ 2020 года был выбран под общим шестым номером. Рекордсмен НФЛ по количеству пасовых тачдаунов среди новичков. Обладатель приза Новичку года в нападении. Участник Пробоула в сезоне 2021 года.

## Биография
Джастин Херберт родился 10 марта 1998 года в Юджине в штате Орегон. Его дом располагался поблизости от «Отцен Стэдиум», арены команды Орегонского университета, и он вырос их болельщиком. Дед Джастина по материнской линии также играл за его команду. Херберт учился в старшей школе имени Хенри Шелдона. Во время учёбы он играл в бейсбол на месте шортстопа, в футбол квотербеком и в баскетбол на позиции тяжёлого форварда. Один год спортивной карьеры в школе он пропустил из-за перелома ноги. После окончания школы Джастин входил в число пяти лучших молодых футболистов штата по версиям ESPN и 247Sports. Несмотря на это, существенного интереса со стороны ведущих спортивных программ NCAA к нему не было. Херберт получил предложения спортивной стипендии от университета штата Монтана, где учился и играл его старший брат Митч, а также от университета Невады. После этого Херберт получил приглашение от Орегонского университета, которое принял после окончания школьных турниров в других видах спорта.

### Любительская карьера

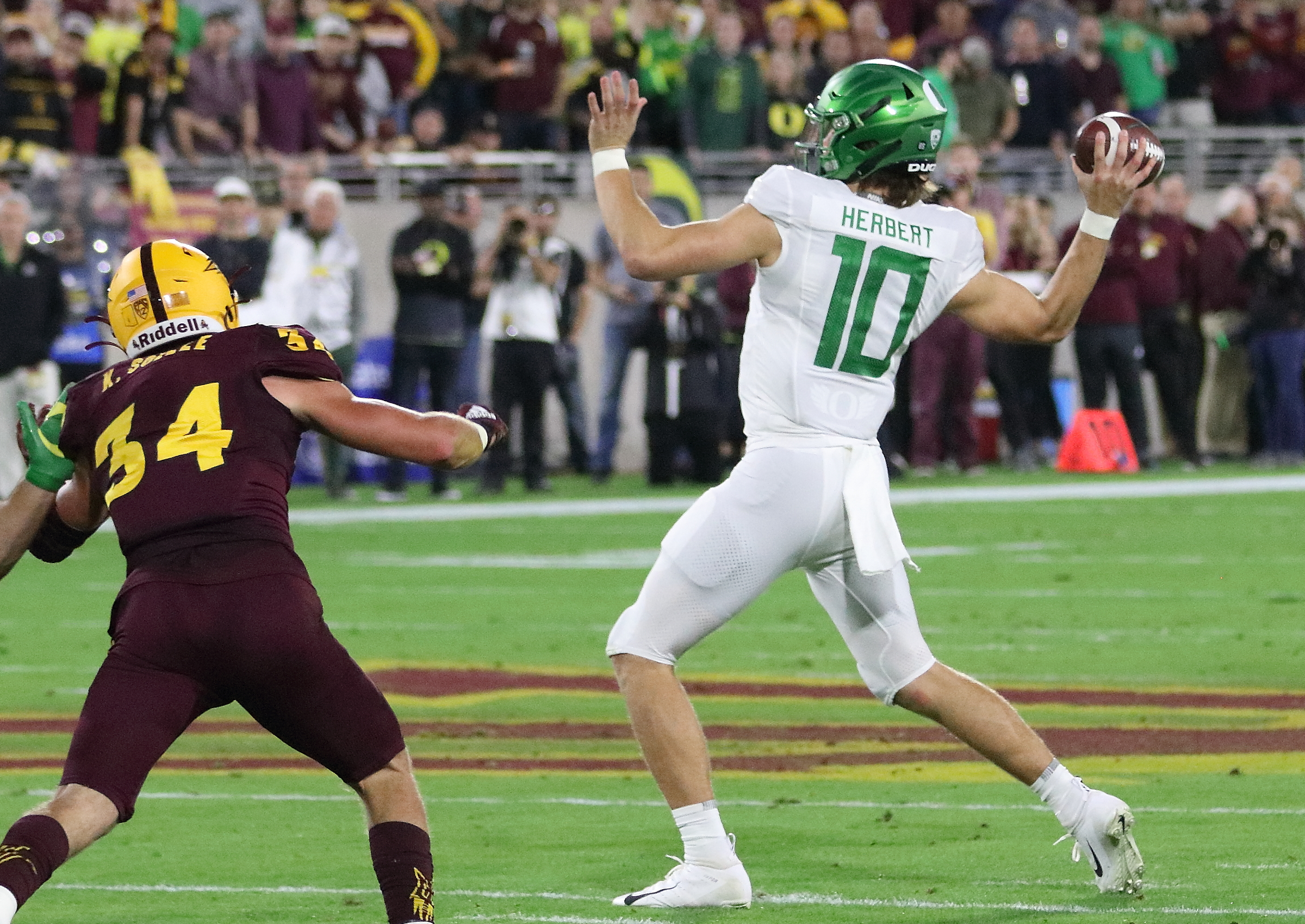
Херберт в матче «Орегона» против «Аризоны Стейт».

В сезоне 2016 года Херберт стал первым за тридцать три года новичком «Орегон Дакс», вышедшим на игру в качестве стартового квотербека. Всего в стартовом составе он сыграл семь матчей. По итогам сезона он стал третьим в конференции Pac-12 по рейтингу квотербека. В 2017 году он из-за перелома ключицы сыграл всего восемь игр, в каждой из которых сделал как минимум один пасовый тачдаун. Команда выиграла шесть из них, набирая в среднем 49,1 очков за матч. Также по ходу своего второго сезона Херберт преодолел отметку в 3 000 пасовых ярдов, затратив на это всего тринадцать игр — лучший результат в истории университета.
По ходу турнира 2018 года Херберт продлил свою результативную серию до 28 матчей. Он стал пятым в истории программы игроком, набравшим 3 000 пасовых ярдов за один сезон. Также он входил в число претендентов на награды Дэйви О’Брайена лучшему квотербеку студенческого футбола и Максвелла, вручаемую игроку года в студенческом футболе. В своём последнем сезоне в колледже в 2019 году Джастин привёл «Дакс» к третьему в своей истории титулу победителей конференции Pac-12. В четырнадцати матчах он набрал 3 471 ярд, став вторым квотербеком в истории колледжа с двумя подряд сезонами с 3 000 ярдов. В заключительной игре сезона «Орегон» одержал победу над «Висконсином» в Роуз Боуле со счётом 28:27, а Херберт получил приз Самому ценному игроку матча в нападении. Кроме этого, он снова вошёл в число претендентов на ряд индивидуальных призов и получил трофей Уильяма Кэмпбелла, вручаемый футболисту, добившемуся значительных успехов на поле, в учёбе и общественной деятельности. Также Джастин получил приглашение на съезд скаутов клубов НФЛ в Индианаполисе и сыграл в Матче всех звёзд выпускников колледжей. Весной 2019 года он получил диплом бакалавра наук в области биологии.

#### Статистика выступлений в чемпионате NCAA
| Сезон | Команда     | Игры | Пас | Пас   | Пас  | Пас    | Пас | Пас | Пас | Пас   | Вынос | Вынос | Вынос | Вынос |
| Сезон | Команда     | Игры | Cmp | Att   | Pct  | Yds    | Y/A | TD  | Int | Rtg   | Att   | Yds   | Avg   | TD    |
| ----- | ----------- | ---- | --- | ----- | ---- | ------ | --- | --- | --- | ----- | ----- | ----- | ----- | ----- |
| 2016  | Орегон Дакс | 8    | 162 | 255   | 63,5 | 1936   | 7,6 | 19  | 4   | 148,8 | 58    | 161   | 2,8   | 2     |
| 2017  | Орегон Дакс | 8    | 139 | 206   | 67,5 | 1983   | 9,6 | 15  | 5   | 167,5 | 44    | 183   | 4,2   | 5     |
| 2018  | Орегон Дакс | 13   | 240 | 404   | 59,4 | 3151   | 7,8 | 29  | 8   | 144,6 | 71    | 166   | 2,3   | 2     |
| 2019  | Орегон Дакс | 14   | 286 | 428   | 66,8 | 3471   | 8,1 | 32  | 6   | 156,8 | 58    | 50    | 0,9   | 4     |
| Всего | Всего       | 43   | 827 | 1 293 | 64,0 | 10 541 | 8,2 | 95  | 23  | 153,1 | 231   | 560   | 2,4   | 13    |

### Профессиональная карьера
Перед драфтом 2020 года аналитик сайта Bleacher Report Мэтт Миллер сильными сторонами Херберта называл его физические данные и атлетизм, силу руки, позволяющую выполнять передачи на любую дистанцию, лидерские качества, малое количество перехватов и опыт игры с не самыми сильными принимающими. По его мнению, Джастин обладал лучшим дальним броском среди всех квотербеков драфта. Недостатками Миллер называл долгое принятие решений, проблемы при игре под давлением со стороны защиты, большое количество фамблов, низкая подвижность и консервативность в некоторых моментах. Обозреватель CBS Sports Дэйв Ричард также называл одним из главных достоинств Херберта силу его руки и атлетизм. Также он отмечал навыки чтения защиты и поиска первого открытого принимающего, опыт игры у трёх разных тренеров с разными концепциями нападения. Слабыми сторонами Ричард указывал неуверенность и ошибки под давлением соперника, возможную зависимость его эффективности от качества игры линейных нападения. Также сомнения у клубов НФЛ могла вызвать его медлительность при определении второй или третьей цели для передачи, если первый ресивер оказывался закрыт. Отмечал Ричард и заметное снижение точности передач при бросках более чем на 15 ярдов. 
На драфте 2020 года Херберта под общим шестым номером выбрал клуб «Сан-Диего Чарджерс», из которого ранее ушёл ветеран Филипп Риверс. Он стал шестым квотербеком из Орегонского университета, выбранным в первом раунде драфта за всю историю его проведения. В июле он подписал с «Чарджерс» четырёхлетний контракт с возможностью для клуба продлить его ещё на один год. Общая сумма соглашения превысила 26,5 млн долларов. 
Перед стартом регулярного чемпионата главный тренер «Чарджерс» Энтони Линн заявил, что Херберт будет дублёром для Тайрода Тейлора. Однако, уже на второй неделе сезона он оказался в роли стартового квотербека команды, после того как Тейлор получил травму на разминке перед матчем против «Канзас-Сити Чифс». В игре против действующего победителя Супербоула Херберт реализовал 22 попытки паса из 31, набрав 311 ярдов и сделав по одному тачдауну пасом и на выносе. Он стал всего третьим в истории НФЛ квотербеком, который в первой своей игре в лиге набрал более 300 ярдов пасом и заработал выносной тачдаун. По итогам октября, в матчах которого он набрал 901 ярд с десятью тачдаунами при одном перехвате, Херберт был признан Лучшим новичком месяца в нападении. Двадцать седьмого декабря в матче против «Денвера» он сделал 28-й пасовый тачдаун в сезоне, побив рекорд лиги для новичков, ранее принадлежавший Бейкеру Мэйфилду. Также он стал вторым после Патрика Махоумса квотербеком, набравшим 4000 пасовых ярдов в первых четырнадцати играх в карьере. Всего в своём дебютном сезоне Херберт набрал пасом 4336 ярдов, сделал 31 пасовый и 5 выносных тачдаунов. В феврале 2021 года он был признан лучшим новичком сезона в нападении.
В регулярном чемпионате 2021 года Херберт набрал пасом 5014 ярдов, сделав 38 тачдаунов. В более молодом возрасте более 5000 ярдов за сезон набирали только Дэн Марино и Патрик Махоумс. По набранным ярдам и числу точных передач он уступил только квотербеку «Тампы-Бэй» Тому Брэди. Херберт установил новые рекорды лиги по количеству пасовых ярдов, тачдаунов и точных передач за первые два сезона выступлений в лиге. В декабре 2021 года он был назван стартовым квотербеком сборной Американской футбольной конференции на Пробоул.

#### Статистика выступлений в НФЛ

##### Регулярный чемпионат
| Сезон | Команда               | Игры | Пас | Пас  | Пас  | Пас  | Пас | Пас | Пас | Пас  | Вынос | Вынос | Вынос | Вынос |
| Сезон | Команда               | Игры | Cmp | Att  | Pct  | Yds  | Y/A | TD  | Int | Rtg  | Att   | Yds   | Avg   | TD    |
| ----- | --------------------- | ---- | --- | ---- | ---- | ---- | --- | --- | --- | ---- | ----- | ----- | ----- | ----- |
| 2020  | Лос-Анджелес Чарджерс | 15   | 396 | 595  | 66,6 | 4336 | 7,3 | 31  | 10  | 98,3 | 55    | 234   | 4,3   | 5     |
| 2021  | Лос-Анджелес Чарджерс | 17   | 443 | 672  | 65,9 | 5014 | 7,5 | 38  | 15  | 97,7 | 63    | 302   | 4,8   | 3     |
| Всего | Всего                 | 32   | 839 | 1267 | 66,2 | 9350 | 7,4 | 69  | 25  | 97,9 | 118   | 536   | 4,5   | 8     |